# Игуман Никанор (Пујић)
Никанор (световно Никола Пујић; Мали Извор код Зајечара, 16. децембар 1890 — Манастир Суводол, 4. јануар 1977) био је игуман Српске православне цркве и старешина Манастира Суводола.

## Биографија
Игуман Никанор (Пујић), рођен је 16. децембра 1890. у селу Малом Извору код Зајечара, од побожних и честитих родитеља. Приликом крштењу је добио име Никола.
Свој монашки пут започиње 1905. године када долази у Манастир Раваницу код Ћуприје, код тадашњег игумана Јосифа (Гавриловића). Замонашен је 1. јануара 1908. године у Раваници, руком архимандрита Макарија Милетића добивши монашко име Никанор. Био је раније клирик тимочка епархије. Године 1935. примљен је у везу клира браничевска епархије, у којој је био старешина Манастира Витовнице код Петровца на Млави, затим сабрат манастира Раванице. Од 1952. године прешао у Манастир Манасију код Деспотовца, а одавде се поново вратио у тимочку епархију, у Манастир Буково.
На позив епископа тимочкога господина Емилијана Пиперковића 8. децембра 1961. године долази у Манастир Буково код Неготина, где бива постављен за духовника манастира и бива на дужности до 1972. године. Одлуком епископа тимочкога господина Методија Муждеке 12. фебруара 1972. године постављен је за игумана старешину Манастира Суводола код Зајечара где је већ био игуман у периоду од 1920. до 1950. године.
Упокојио се у Господу 4. јануара 1977. године у Манастиру Суводол, сахрањен је уз олтар манастира.